# Palazzo in Piazza Piedigrotta

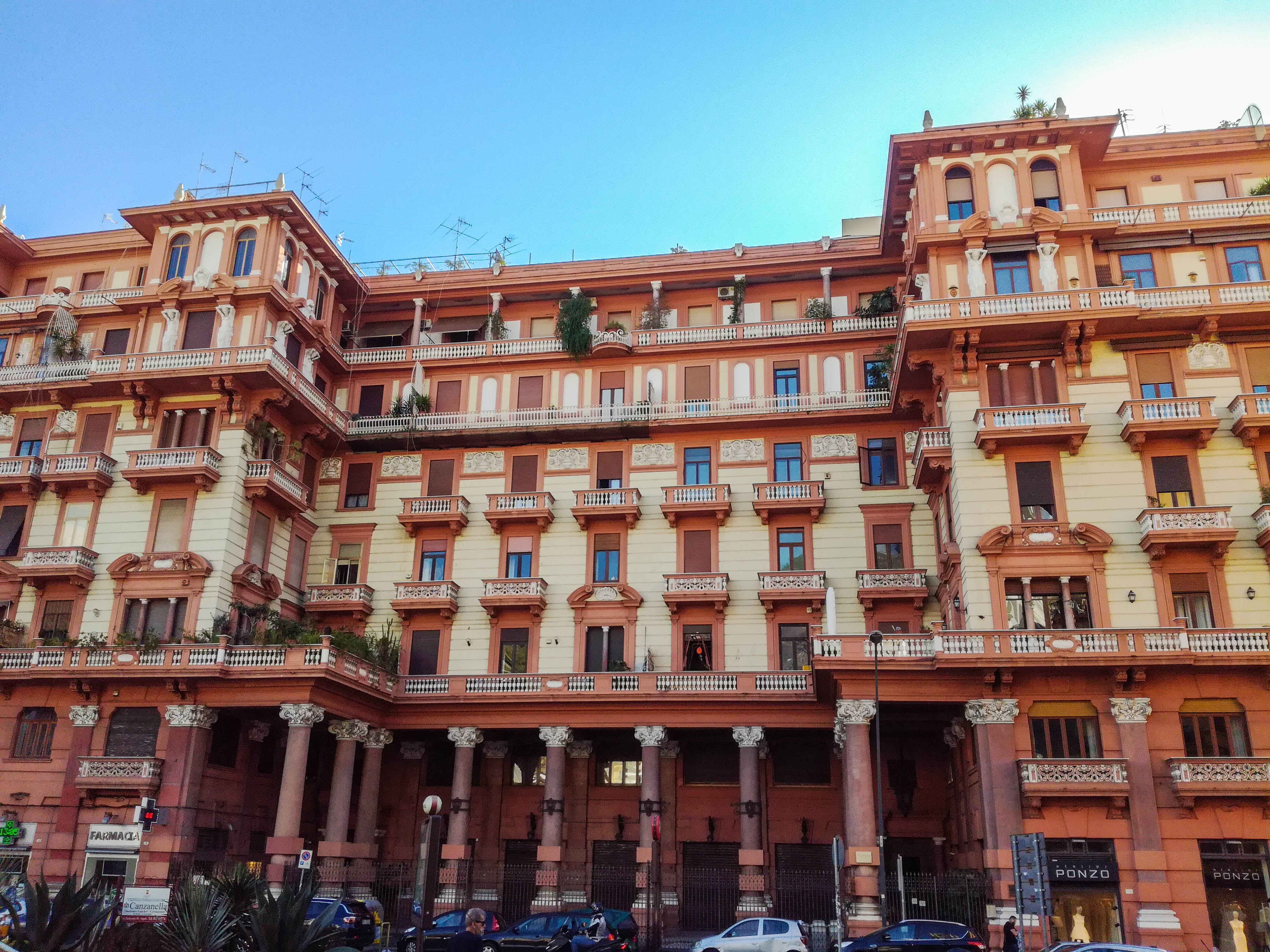
Palazzo in Piazza Piedigrotta in Neapel

Der Palazzo in Piazza Piedigrotta ist ein Palast aus den 1930er-Jahren im Viertel Chiaia in Neapel in der italienischen Region Kampanien. Er liegt an der Piazza Piedigrotta.

## Geschichte und Beschreibung
Der Palast, den Giovanni de Fazio 1929 projektiert und der 1930 errichtet wurde, begrenzt den Platz zwischen der gegenüber liegenden Kirche Santa Maria di Piedigrotta und dem Bahnhof Napoli Mergellina.
Wie der Bahnhof zeigt der Palast die pompöse Eklektik aus dem Beginn des 20. Jahrhunderts, der die Stilelemente der Antike aufgreift und sie wahllos nebeneinander platziert. Tatsächlich besteht die Basis des Gebäudes aus ionischen Pseudosäulen aus rotem Marmor, die um den Haupteingang herum angeordnet sind, sodass sie davor einen kleinen Ehrenhof bilden. Die oberen Stockwerke, die durch helle Vielfarbigkeit gekennzeichnet sind, zeigen große, rechteckige Öffnungen auf Balkone, die von Konsolen gestützt werden. Ganz oben an der Fassade öffnet sich eine Loggia, gegliedert durch schlanke, weit auseinander liegende Säulen, während an den Seiten zwei Vorbauten, die turmartig angeordnet sind, von Gruppen von Karyatiden gerahmte Fenster zeigen.
Der Palast wurde von der Bevölkerung „Palazzo dell’ex cinema Odeon“ genannt, weil dort zuerst ein Theater und später ein Kino untergebracht waren, in denen auch Varietés aufgeführt wurden; letzteres wurde später geschlossen. Im Jahre 1980 wurde der Theatersaal, in dem auch Totò aufgetreten war, in eine Diskothek (namens „Billy’s Ballo“) umgewandelt, die aber weniger als ein Jahr später wegen heftiger Proteste der Bewohner des Gebäudes und des Viertels geschlossen wurde. Später, nach einer langen Zeit der Schließung, wurde daraus ein Bingosaal und heute ist es ein Supermarkt.